# او-بوت

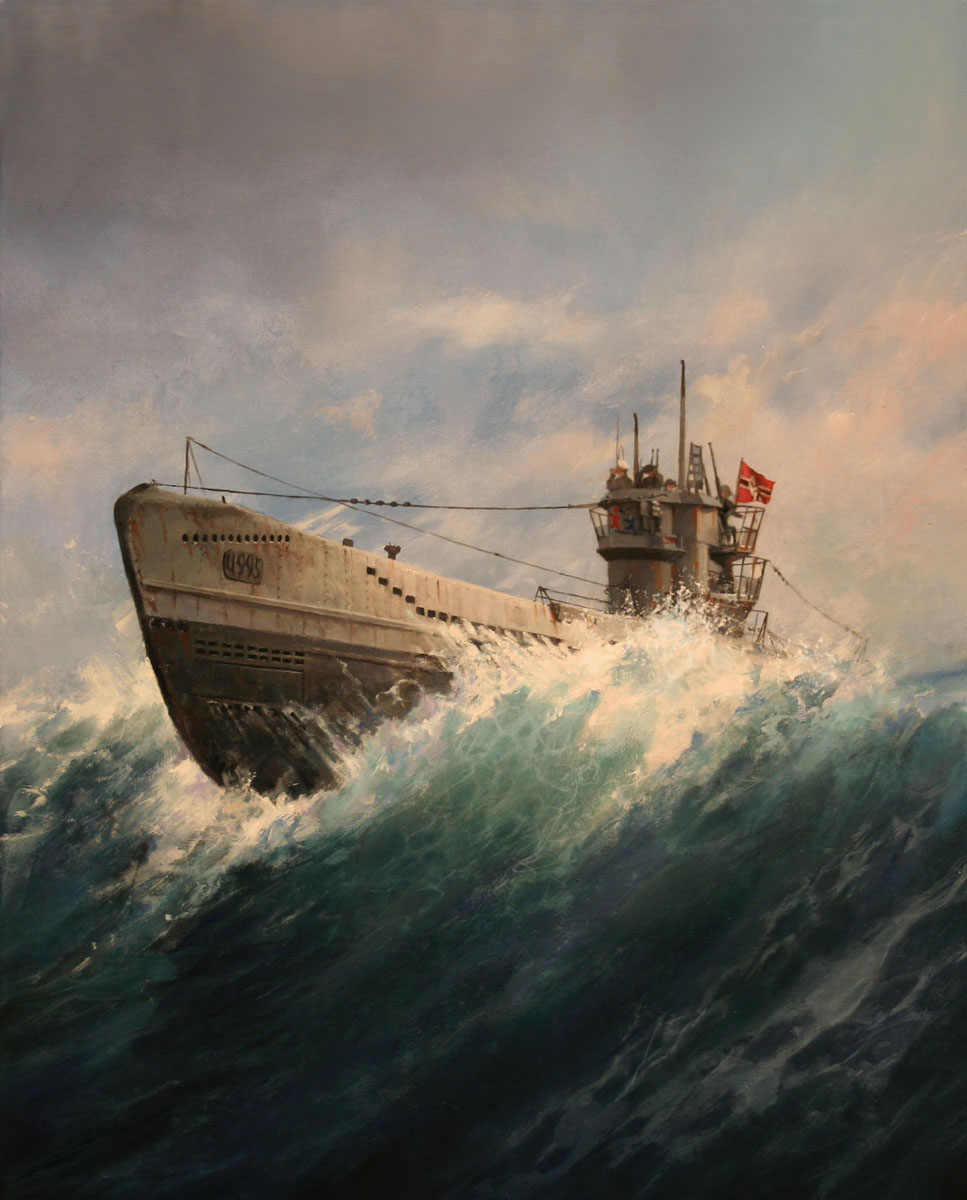

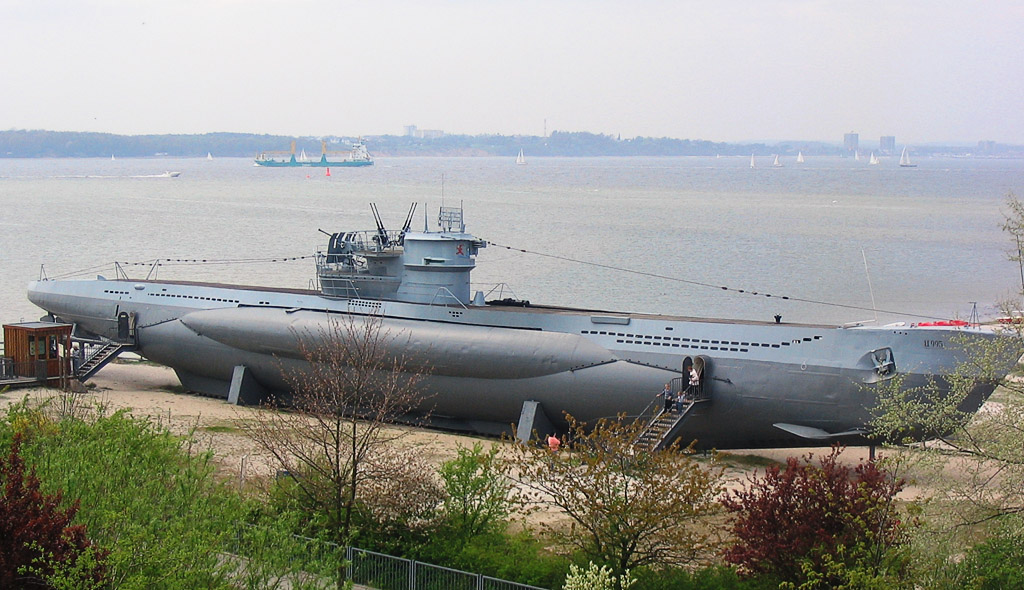
او-۹۹۵

او-بوت (به آلمانی: U-Boot [ˈu:bo:t] ()) مخفف اصطلاح آلمانی Unterseeboot به معنای «قایق زیر آبی» است. درحالی‌که در زبان آلمانی این اصطلاح به شکل عمومی برای هر نوع زیردریایی به کار می‌رود، در خارج از آلمان به شکل اختصاصی برای اشاره به زیردریایی‌های آلمانی دوره جنگ جهانی اول و جنگ جهانی دوم استفاده می‌شود.
در طول دو جنگ جهانی، در اثر ضعف ناوگان سطحی آلمان در مقابل دشمنان، از این زیردریایی‌ها که سلاح‌های توانمندی علیه شناورهای دشمن بودند، بیشتر در نقش حمله به مسیرهای تجارت دریایی استفاده شد تا یک محاصره دریایی علیه کشتی‌رانی دشمن اعمال کنند. در طول این دو جنگ نزدیک به ۸۰۰۰ کشتی تجاری و جنگی توسط او-بوت‌ها غرق شدند. به هر صورت با صورت گرفتن تمهیدات متقابل توسط دشمنان هدف نهایی او-بوت‌ها محقق نشد و مجموعاً ۹۶۲ او-بوت از بین رفت که به مرگ بیش از ۳۳ هزار تن از خدمه آن‌ها انجامید.

## او-بوت‌های اولیه
با پدیداری این شناورها در سده نوزدهم و ارتقای تدریجی آن‌ها امپراتوری آلمان همانند سایر قدرت‌های برتر دریایی جهان در ابتدا علاقه‌ای به سرمایه‌گزاری در زمینه زیردریایی‌ها نداشت. به هر صورت مهندسان آلمانی کار بر روی این گونه را ادامه دادند و نخستین زیردریایی با موتور دیزل را ابداع نمودند. در این حال فرماندهی عالی نیروی دریایی امپراتوری آلمان به دنبال ساخت کشتی‌های جنگی بزرگ بود و تمایلی به این گونه جدید با قابلیت‌های آزمایشی و به‌اثبات‌نرسیده نداشت. از این جهت صنعت آلمان رو به صادرات فناوری زیردریایی‌های خود به سایر کشورها از جمله امپراتوری روسیه آورد. با فشار وارد آمده از طرف ستاد کل نیروی دریایی، فرماندهی عالی در نهایت سفارش ساخت یک زیردریایی را به شرکت کروپ صادر کرد. این شناور نزد آلمانی‌ها «اونترزی‌بوت» (Unterseeboot) یا به اختصار «او-بوت» به معنای «قایق زیردریایی» نام گرفت. نمونه اولیه‌ای که به نیروی دریایی ارائه گردید بزرگ‌تر و بهتر از نمونه‌های پیشین بود. این مدل «او-۱» نامیده شد. هنگامی که این او-بوت ماه دسامبر سال ۱۹۰۶ وارد خدمت شد امپراتوری آلمان را به آخرین قدرت دریایی که قدم در این عرصه نهاده بدل ساخت. در رقابت با سایر کشورها در چند سال آینده آلمانی‌ها با سردمداری کروپ طرح‌های متعددی برای او-بوت‌هایی با اندازه بزرگ‌تر، برد بلندتر، سرعت بیشتر و تسلیحاتی بهتر ارائه کردند. به هر صورت در مواجهه با مشکلات متعدد و پشتیبانی ضعیف فرماندهی عالی، نیروی او-بوت‌های آلمان با سرعت اندکی پیش می‌رفت. بین سال‌های ۱۹۰۸ تا ۱۹۱۰ نیروی دریایی امپراتوری آلمان سفارش ساخت چهارده او-بوت را صادر کرد. این او-بوت‌ها به هسته نیروی در حال تشکیل او-بوت آلمان بدل گشتند. این او-بوت‌ها از پارافین که امن‌تر از بنزین بود و بهره‌وری بیشتری از موتور بخار داشت، به عنوان سوخت استفاده می‌کردند. به هر حال این نوع سوخت نیز مشکلات خود از جمله تولید دود سفید رنگ غلیظ که از چندین کیلومتری قابل مشاهده بود، را داشت. آلمان از سال ۱۹۱۰ بر تولید او-بوت با موتور دیزل تمرکز کرد. بین سال‌های ۱۹۱۰ تا ۱۹۱۲ نیروی دریایی امپراتوری آلمان ۲۳ او-بوت دیزل-الکتریک را سفارش داد. تابستان سال ۱۹۱۴ امپراتوری آلمان با ۲۶ او-بوت فعال و ۱۵ او-بوت در حال ساخت در رده پنجم کشورهای جهان از منظر نیروی زیردریایی قرار داشت.

## جنگ جهانی اول

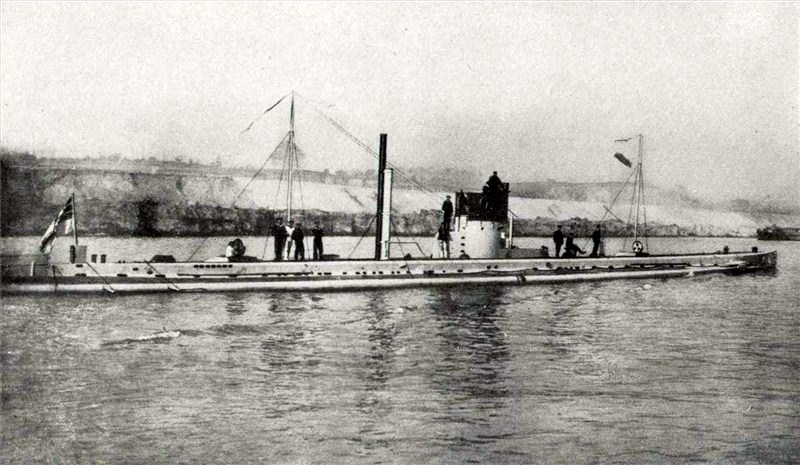
زیردریایی U9

هنگام آغاز جنگ جهانی اول در روز ۱ اوت سال ۱۹۱۴ آلمان تنها ۲۰ او-بوت آماده رزم در اختیار داشت. این مقدار تا پایان سال نخست به تنها ۲۹ او-بوت رسید. دو روز پس از اعلان جنگ بریتانیا به آلمان در روز ۴ اوت، ده او-بوت برای نخستین گشت جنگی زیردریایی‌ها در تاریخ با مأموریت حمله به ناوگان کبیر بریتانیا، از جزیره هلگولند راهی دریا شدند. این او-بوت‌ها تا دو روز دیگر با طی ۶۵۰ کیلومتر مسافت خود را به نزدیکی جزایر اورکنی در شمال اسکاتلند رساندند. به هر صورت این مأموریت گشت با از دست رفتن یک پنجم او-بوت‌ها به نتیجه‌ای نرسید. با این حال در هفته‌های آتی تعداد بیشتری او-بوت به گشت‌زنی فرستاده شدند. روز ۵ سپتامبر اچ‌ام‌اس پث‌فایندر، ناو سبک بریتانیایی به نخستین قربانی اژدر شلیک‌شده از یک او-بوت بدل گشت. روز ۲۲ سپتامبر اس‌ام او-۹ به تنهایی در عرض تنها یک ساعت موفق به غرق کردن سه ناو زرهی بریتانیایی در نزدیکی ساحل هلند شد. این حمله به تنهایی ضربه مرگبارتری به دشمن نسبت به تمام ناوگان دریاهای آزاد نیروی دریایی امپراتوری آلمان زد. چنین موفقیت بزرگی موجب بهت دشمن از قابلیت او-بوت‌ها گردید.
در همین حال، بریتانیا محاصره دریایی آلمان را به منظور جلوگیری از رسیدن مواد جنگی به آن اعمال کرد. بریتانیایی‌ها در این اقدام پایبندی چندانی به قانون غنیمت‌گیری دریایی نداشتند و حتی کشتی‌های بی‌طرف و حامل غذا را نیز مورد تعرض قرار می‌دادند. در تلافی، فرماندهی عالی نیروی دریایی آلمان مجوز تعرض متقابل او-بوت‌های خود به کشتیرانی تجاری بریتانیا، در پایبندی سفت‌وسخت به قانون غنیمت‌گیری دریایی، را صادر کرد. به هر صورت تا اوایل سال ۱۹۱۵ تنها ۱۰ کشتی تجاری متفقین با مجموع تناژ حدود ۲۰ هزار تن طعمه این عمل شدند. با توجه به کمبود اژدر، بیشتر این موارد با آتش توپ یا باز شدن دریچه‌های کشتی اتفاق افتاد. با هویدا شدن آثار محاصره دریایی علیه آلمان، فرماندهان دریایی ارشد این کشور خواهان کاهش پایبندی به قانون غنیمت‌گیری دریایی بودند تا یک محاصره دریایی متقابل مؤثر علیه بریتانیا پدیدآورند؛ به این امید که قابلیت جنگی آن را کاهش دهند یا وادار به رفع محاصره دریایی آلمان کنند. با این حال سران این کشور در ابتدا با در نظر گرفتن ملاحظات سیاسی از جمله امکان باز کردن پای کشورهای بی‌طرف مخصوصاً ایالات متحده به جنگ، تمایلی به این اقدام نداشتند. از طرفی تعداد کافی او-بوت بدین منظور در اختیار آلمان نبود. به هر صورت ادله حامیان این رویکرد، در نهایت قیصر ویلهلم دوم و صدراعظم او را مجاب به صدور مجوز آن کرد. قیصر رسماً اعلان کرد از روز ۱۸ فوریه سال ۱۹۱۵ به بعد آب‌های اطراف جزیره بریتانیا منطقه جنگی است و قانون غنیمت‌گیری دریایی دیگر اجرا نخواهد شد. بر این مبنا کشتی‌های تجاری بریتانیایی و فرانسوی بدون اخطار پیشین غرق می‌شدند. با این حال احتیاط لازم می‌بایست برای هدف نگرفتن کشتی‌های بی‌طرفی که مواد ممنوعه حمل نمی‌کنند، اعمال می‌گشت. به هر صورت مسئولیت هر گونه حادثه نیز متوجه خود کشتی‌های بی‌طرف قلمداد گردید. در دوماهه نخست تلاش آلمان برای محاصره دریایی بریتانیا به ترتیب ۶۰ هزار و ۸۰ هزار تن از کشتی‌های تجاری توسط ۲۹ او-بوت غرق شدند. با توجه به کمی شمار او-بوت‌ها این آمار چندان چشمگیر نبود. صرف زمان زیاد در مسیر رفت و برگشت از آب‌های عملیاتی به پایگاه‌های دریایی آلمان و مدت زمان فرایند آماده‌سازی مجدد، سبب می‌شد سازمان دادن به چرخه گشت‌زنی‌های سازمان‌یافته با بیش از شش یا هفت او-بوت در یک زمان دشوار باشد. بدین شکل آلمانی نتوانستند هدف اصلی محاصره دریایی مد نظر خود با او-بوت‌ها را محقق کنند؛ به شکلی که بنابر ادعای بریتانیایی‌ها میزان واردات این کشور در سال ۱۹۱۵ بیش از سال ۱۹۱۳ بود. در همین حال چند حادثه از جمله غرق شدن لوسیتانیا که منجر به مرگ شهروندان آمریکایی شد واکنشی تندی از جانب ایالات متحده دربرداشت؛ به وجهی که در نهایت قیصر اوایل ماه سپتامبر سال ۱۹۱۵ دستور به توقف محاصره بریتانیا داد و تعداد بیشتری او-بوت را راهی مدیترانه که شکار کشتی‌ها کمتر بحث‌برانگیز بود و تصادم کمتری با ایالات متحده ایجاد می‌نمود، کرد.
در مدیترانه او-بوت‌ها می‌توانستند از متحد آلمان امپراتوری عثمانی، به‌خصوص در نبرد گالیپولی، پشتیبانی کنند. او-بوت‌ها با استقرار در پایگاه‌هایی در دریای آدریاتیک کارزار جدیدی علیه کشتی‌های ترابری نیرو بریتانیایی به گالیپولی و همچنین کشتی‌های تجاری از مسیر هند و خاور دور آغاز کردند. نتایج این کارزار چشم‌گیری حاصل کرد. اس‌ام او-۲۱ دو نبردناو بریتانیایی را که با توپ‌های خود از نبرد زمینی در گالیپولی پشتیبانی می‌کردند، غرق کرد. این مسئله موجب شد بریتانیایی‌ها دیگر از کشتی‌های جنگی بزرگ خود در این نبرد در این نقش استفاده نکنند.
اوایل سال ۱۹۱۶ با دور از انتظار بودن پیروزی در جنگ، فرماندهان نیروی دریایی خواهان برقراری مجدد محاصره دریایی علیه بریتانیا شدند. نیروی دریایی آلمان در این زمان با ۵۴ او-بوت، تقریباً دو برابر میزان سال پیش، در عملیات داشت. پس از مدتی تردید، قیصر در آخر با این خواسته موافق کرد اما محدودیت‌های پیچیده‌ای را اعمال نمود. به منظور جلوگیری از حادثه غرق شدن لوسیتانیا، هیچ کشتی مسافربری از هیچ کشوری در هیچ جایی نمی‌بایست مورد حمله قرار می‌گرفت. همچنین می‌بایست از حمله به کشتی‌های باری و تانکرها غیرمسلح در خارج از منطقه جنگی اجتناب می‌شد. محاصره مجدد از ماه فوریه سال ۱۹۱۶ آغاز شد. این بار با وجود محدودیت‌ها موفقیت‌های بیشتری حاصل گشت. در دو ماه نخست به ترتیب ۱۱۷ هزار تن و ۱۶۷ تن کشتی غرق شدند. تا این که اتفاقی مشابه حوادث پیشین دوباره بروز کرد. روز ۲۴ مارس یک او-بوت یک کشتی مسافربری را با شناور حامل نیروهای نظامی اشتباه گرفت و با اژدر مورد اصابت قرار داد. این کشتی غرق نشد اما انفجار در آن ۸۰ تن از جمله ۲۵ آمریکایی را به کام مرگ کشاند. با تشدید تنش‌ها و تهدید ایالات متحده به قطع روابط دیپلماتیک، قیصر روز ۲۴ آوریل مجدداً دستور به پایبندی سفت‌وسخت او-بوت‌ها در آب‌های بریتانیا به قانون غنیمت‌گیری دریایی داد. در نتیجه میزان تناژ کشتی‌های غرق شده توسط او-بوت‌ها در چهار ماه بعدی به شدت افت کرد.
شمار او-بوت‌های آلمان تا ماه سپتامبر سال ۱۹۱۶ با رشد قابل ملاحظه به ۱۲۰ مورد از انواع مختلف رسید. فرماندهان نظامی مجدداً قیصر را تشویق به استفاده تام از ظرفیت این نیرو کردند. این بار هم قیصر مردد بود اما در نهایت با افزودن قواعد بیشتر با این نظر همراه شد. بر این اساس او-بوت‌ها عملیات محدودی بر مبنای قانون غنیمت‌گیری دریایی در آب‌های جزیره بریتانیای که شناورهای آمریکایی یا کشورهای بی‌طرف در آن حضور زیادی داشتند، صورت می‌دانند. در این حال جنگ بدون محدودیت زیردریایی در مدیترانه مجاز شمرده شد. بدین شکل سومین و شدیدترین مرحله رزم محدود او-بوت‌ها از روز ۶ اکتبر سال ۱۹۱۶ آغاز گردید. این مرحله برای آلمانیی‌ها بسیار پرثمر بود. او-بوت‌های آلمانی در جریان آن تا ابتدای ماه فوریه سال ۱۹۱۷، حدود ۵۰۰ شناور بریتانیایی با مجموع تناژ حدود ۱٫۱ میلیون تن را غرق کردند.
تا اوایل سال ۱۹۱۷ جنگ برای آلمان به یک درگیری فرسایشی مرگبار و بی‌فایده بدل گشت و نارضایتی‌های عمومی در آن سر برآورد. سران نظامی از قیصر خواستند مجوز جنگ بدون محدودیت زیردریایی در تمامی اقیانوس‌ها و دریاها را صادر کند. بر مبنای دستاوردهای پاییز سال ۱۹۱۶ و تعداد بیشتر او-بوت‌های در دسترس، این افراد پیش‌بینی می‌کردند کارزار بدون محدودیت او-بوت‌ها در عرض تنها پنج یا شش ماه می‌تواند نیمی از ناوگان کشتی‌های تجاری بریتانیایی را از بین ببرد تا شرایط داخلی مشابهی برای این کشور پدید آید. همچنین ادعا شد اگر ایالات متحده وارد جنگ شود، آلمان تا آن زمان با تعداد کافی او-بوت، شامل حدود هفتاد مورد عملیاتی تنها در آب‌های بریتانیا، خواهد توانست تمامی کشتی‌های نیرو و تدارکات آن را پیش از رسیدن به اروپا غرق کند. قیصر این طرح را مورد تأیید قرار داد و به شکل علنی اعلام کرد از روز ۱ فوریه سال ۱۹۱۷ او-بوت‌ها هر کشتی تجاری که در آب‌های سرزمینی بریتانیا با آن مواجه شوند غرق خواهند کرد. او همچنین به ناوگان شناورهای سطحی نیروی دریایی آلمان دستور داد به پشتیبانی از عملیات او-بوت‌ها بپردازند. آلمان این جنگ بدون محدودیت زیردریایی را با حدود شصت او-بوت در آب‌های بریتانیا آغاز کرد. نتایج خارق‌العاده از آب درآمد. حدود ۵۴۰ هزار تن کشتی در ماه فوریه، ۵۹۴ هزار تن در ماه مارس و مقدار فوق‌العاده ۸۸۱ هزار تن در ماه آوریل غرق شدند. تنها در ماه آوریل، سیاه‌ترین ماه جنگ او-بوت‌ها برای متفقین، آلمانی‌ها ۴۲۳ کشتی از جمله ۳۵۰ کشتی بریتانیایی را راهی کف اقیانوس نمودند. طبق پیش‌بینی این کارزار تجارت بریتانیا را برای کشورهای بی‌طرف واهمه‌آفرین کرد. در واکنش به این اقدام آلمان، ایالات متحده روز ۳ فوریه سال ۱۹۱۷ روابط دیپلماتیک خود با این کشور را قطع کرد و روز ۶ آوریل به آن اعلان جنگ داد.
سازندگان او-بوت‌های آلمان تا واپسین روزهای جنگ در تکاپو برای ارتقای محصولات خود بودند. شناورها طولانی‌تر، دماغه آن‌ها بزرگ‌تر و توپ‌های سنگین‌تری افروده شد. بیشتر تمرکز بر بهبود قابلیت رزمی او-بوت‌ها بود. طراحی پایه او-بوت‌های آلمانی در جنگ جهانی اول به اندازه‌ای پیشرفته شده بود که او-بوت‌های آن در جنگ جهانی دوم تفاوت اساسی با آن‌ها نداشت.

## دوره بین دو جنگ
پس از شکست در جنگ جهانی اول و انعقاد پیمان ورسای در سال ۱۹۱۹، آلمان متعهد شد تمامی ناوگان او-بوت‌های خود را به بریتانیا تحویل بدهد و او-بوت‌های درحال ساخت خود را از بین ببرد. این کشور همچنین از داشتن هر گونه زیردریایی در آینده محروم شد. پس از اجرای این پیمان‌نامه، او-بوت‌های موجود آلمان میان بریتانیا، ایالات متحده، فرانسه، ایتالیا و ژاپن تقسیم شد.
با وجود تسلیم شدن او-بوت‌های آلمان، متفقین ذخایر فراوان مستندات علمی و تکنیکی صنایع ساخت زیردریایی در این کشور را نادیده گرفتند. با وجود این که تمامی اطلاعات و بایگانی‌های مربوط به او-بوت‌ها تحویل داده شد، دانش و تجربه سطح بالا در این زمینه در نزد آلمانی‌ها باقی ماند. بدین ترتیب با وجود ممنوعیت ساخت زیردریایی، آلمان فعالانه شروع به بهره‌گیری از این تجربیات در بستر اقتصادی کرد. آلمانی‌ها طراحی‌های او-بوت‌های خود را به ژاپنی‌ها به فروش رساندند و به همکاری در این رابطه با کشتی‌سازی‌های آرژانتینی، ایتالیایی و سوئدی پرداختند. برای دور ماندن از مشکلات سیاسی حاصل از رفتار بر ضد روح پیمان ورسای، ماه ژوئیه سال ۱۹۲۲ یک شرکت پوششی بدین منظور از جانب آلمانی‌ها در هلند تأسیس گشت. این شرکت به شکل مستقیم از کیل در آلمان هدایت می‌شد. شرکت مذکور با تأمین مالی مخفیانه نیروی دریایی آلمان، دو زیردریایی بر مبنای طرح او-بوت نوع UBIII نیروی دریایی امپراتوری آلمان، برای ترکیه طراحی کرد که هر دو سال ۱۹۲۷ به آب انداخته شدند. با اجرای آزمایش‌هایی بر روی این زیردریایی‌ها، آلمانی‌ها به تجربیات دست‌اولی در ارتباط با طراحی خود دست یافتند.
در سال ۱۹۳۲، آلمان تصمیم به اجرای یک برنامه بازسازی برای ایجاد نیروی دریایی نوین برای خود گرفت. این برنامه شامل آماده‌سازی ناوگان کوچکی از هشت زیردریایی متوسط (۵۰۰ تن) می‌شد. این تعداد بعداً به ۱۶ زیردریایی افزایش یافت. یک سال بعد یک دانشکده‌ای تحت عنوان پوششی «دانشکده ضد زیردریایی» برای آموزش خدمه او-بوت‌ها در کیل تأسیس شد.

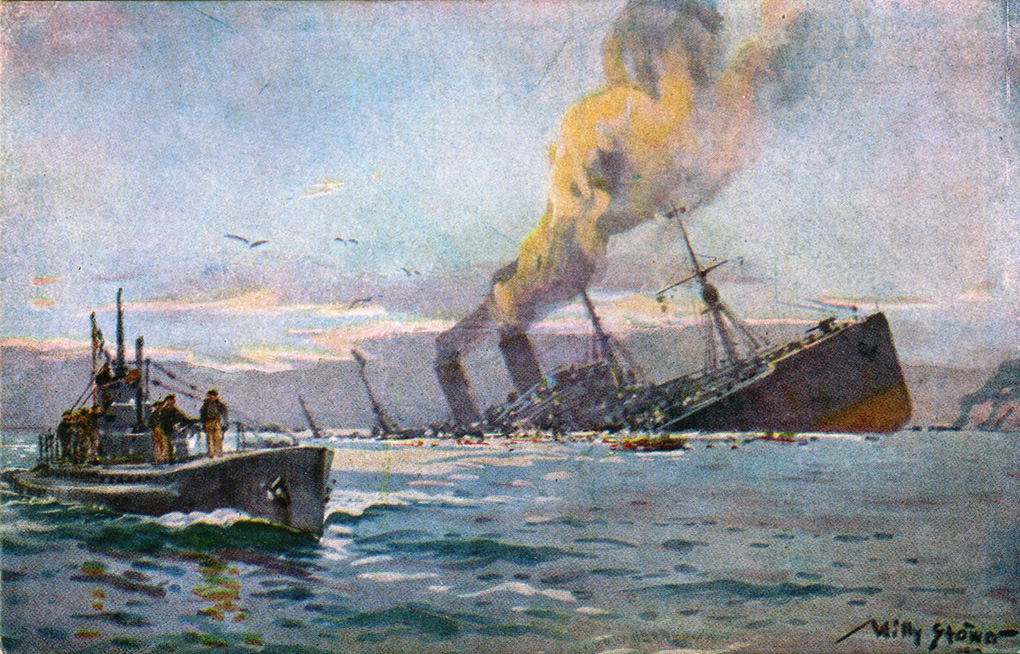
او-بوت پس از غرق یک کشتی، نقاشی از ویلی اشتووار

سه زیر دریایی مین‌ریز نیز توسط فنلاند و این بار بر اساس طرح قدیمی اما به شدت ارتقا یافته نوع UCIII، سفارش داده شد. این او-بوت‌ها در کارخانه‌های کشتی‌سازی فنلاندی با مشارکت بالای متخصصان آلمانی تولید گردیدند. فنلاند مجدداً درخواست دو زیردریایی دیگر یکی به وزن ۱۱۵ تن و دیگری با اندازه‌ای بزرگ‌تر و وزن ۲۵۰ تن، ارائه نمود. تحویل آخرین زیردریایی سفارشی فنلاند که کار ساخت آن ماه مه سال ۱۹۳۳ به اتمام رسید، عامدانه تا ماه ژانویه سال ۱۹۳۶ به تأخیر انداخته شد تا از آن برای آموزش خدمه آینده او-بوت‌ها استفاده شود.
از این زمان به بعد، آلمان شروع به طراحی زیردریایی برای نیروی دریایی خود کرد. این طراحی‌ها با عنوان «قایق موتوری آزمایشی» شناخته می‌شدند. شرکت دویچه‌ورکه در کیل جهت ساخت این قایق‌ها برگزیده شد و مقرر گشت یک پایگاه جدید برای او-بوت‌ها در کیل احداث گردد. مواد مورد نیاز به صورت مخفیانه در شرکت مورد نظر جمع‌آوری شد تا با دریافت فرمان کار ساخت آغاز شود. هزینه ساخت با احتساب هزینه آماده‌سازی برای قایق‌های کوچک با عنوان MVBIA، بین ۱ تا ۱٫۵ میلیون مارک و برای قایق‌های بزرگ با عنوان MVBIIA بین ۴ تا ۴٫۵ میلیون مارک بود.
در همین حال آموزش نظری خدمه او-بوت‌های آینده و کار توسعه مدل‌های دیگر ادامه پیدا کرد. یک نسخه ارتقا یافته MVBII تحت عنوان MVBIIB با بدنه طولانی‌تر طراحی شد که با فراهم آوردن امکان ذخیره سوخت بیشتر مدت عملیات را افزایش می‌داد. با دستیابی به طراحی سوم روشن بود که دویچه‌ورکه به تنهایی نمی‌تواند تعداد کافی از هر سه طراحی در زمانی مناسب برای پاسخگویی به نیازها بسازد. به همین جهت تصمیم بر این شد که هر طراحی در شرکت‌های کشتی‌سازی مختلف دیگری ساخته شوند. دویچه‌ورکه در کیل مسئول ساخت MVBIIA شد و دو شرکت دیگر می‌بایست دو مدل دیگر را می‌ساختند. با وجود جمع‌آوری مواد لازم تا پاییز سال ۱۹۳۴، کار ساخت از روز نخست ماه فوریه سال ۱۹۳۵ آغاز شد.
در نهایتاً با انعقاد موافقت‌نامه دو جانبه در ماه ژوئن سال ۱۹۳۵، بریتانیا پذیرفت آلمان به نسبت یک سوم نیروی دریایی بریتانیا، زیر دریایی در اختیار داشته باشد. بدین ترتیب با توجه به مجموع تناژ ۵۰ هزار تنی زیردریایی‌های بریتانیا، آلمان مجاز شد ناوگانی با حداکثر تناژ ۱۷۵۰۰ تن از زیردریایی‌ها ایجاد نماید. این مقدار معادل ۲۰ او-بوت بزرگ MVBIIA و شش او-بوت کوچک MVBIA بود. به هر صورت دکترین نیروی دریایی آلمان تعداد زیادی از نوع کوچک را موثرتر از تعداد اندکی از نوع بزرگ می‌دید. از این رو در چارچوب محدوده تعیین شده، تصمیم به تولید ۱۰ او-بوت بزرگ و ۱۸ او-بوت کوچک گرفته شد. او-۱ یازده روز پس از حصول توافق با بریتانیا، به آب انداخته شد.
مدل‌های دیگری شامل MVBIII توسعه یافته از MVBIA به عنوان مین‌ریز، MVBIV به عنوان زیردریایی تعمیرکاری-تدارکاتی، MVBV با سامانه پیشران جدید و در نهایت MVBVIA با موتور بخار جدید طراحی گشتند که همگی به نفع MVBVII رد شدند. این مدل ۵۰۰ تنی که بر اساس مدل موفق UBIII جنگ جهانی اول طراحی شده بود و بعداً نوع ۷ (VII) نام گرفت، در آینده به ستون فقرات ناوگان او-بوت‌های آلمانی در جنگ جهانی دوم بدل گردید. نخستین سفارش تولید MVBVII در ماه ژانویه سال ۱۹۳۵ ارائه گشت. تقریباً در همین زمان بود که پیشوند MBV از عنوان آن حذف شد.

## جنگ جهانی دوم
میانه ماه اوت سال ۱۹۳۹ فرماندهی عالی کریگس‌مارینه، در جریان آماده‌سازی برای جنگ قریب‌الوقوع، دستور به اجرای بلافاصله طرح موسوم به «برنامه جنگ سه جبهه‌ای» داد. بر این اساس یگان‌های دریایی از جمله او-بوت‌ها به منظور گرفتار نشدن در محاصره در بنادر خود توسط قدرت‌های دریایی، پیش از اعلان جنگ بریتانیا و فرانسه در روز ۳ سپتامبر سال ۱۹۳۹، در نواحی عملیاتی خود در دریاهای آزاد مستقر شدند. با توجه به عدم نیاز به او-بوت‌ها در دریای بالتیک، قرارگاه فرماندهی این ناوگان به زنگْواردِن در نزدیکی ویلهلمس‌هافن منتقل گشت. هنگام آغاز جنگ جهانی دوم آلمان ۵۷ او-بوت در اختیار داشت که ۳۰ مورد از آن‌ها او-بوت‌های کوچک ساحلی با تنها قابلیت عملیات در دریای شمال بود.
او-بوت‌ها از میانه ماه اکتبر سال ۱۹۳۹ شروع به ریختن مین دریایی مغناطیسی در آب‌های نزدیک بنادر بریتانیا کردند. این مین‌ها که با صدای کشتی‌هایی که از روی آن می‌گذشتند منفجر می‌شدند، تسلیحاتی بسیار مؤثر و مخربی بودند. مین‌ریزی آلمانی‌ها آمد و شد کشتی‌های بریتانیایی را با خلل جدی مواجه ساخت. اوایل سال ۱۹۴۰ عملیات مین‌ریزی او-بوت‌ها در طول سواحل شرقی بریتانیا افزایش چشمگیری یافت؛ به وجهی که تا میانه ماه فوریه سال ۱۹۴۰ حدود ۱۰۰ کشتی تجاری قربانی این مین‌ها شدند.
پس از تلاش کم‌حاصل اولیه در گذر از تنگه جبل‌الطارق و حمله به کشتیرانی دشمن در مدیترانه، تمرکز اصلی ناوگان او-بوت‌ها بر اقیانوس اطلس قرار داشت. سقوط فرانسه و دستیابی آلمان به پایگاه‌های دریایی در ساحل اقیانوس اطلس این رویکرد را تقویت کرد.
به هر صورت هیتلر روز ۲۶ اوت سال ۱۹۴۱ فرمان به ورود او-بوت‌ها به مدیترانه داد. دریاسالار کارل دونیتس، فرمانده کل ناوگان او-بوت‌ها، با تجربه رزم در این دریا و با آگاهی از دشواری‌های او-بوت‌ها در این فضای بسته و آب‌های کم‌عمق، با این تصمیم مخالف بود. به هر صورت سه هفته بعد شش او-بوت راهی این دریا شدند. این او-بوت‌ها قصد داشتند از تنگه جبل‌الطارق که به شدت توسط بریتانیایی‌ها محافظت می‌شد، گذر و با حمله به کشتیرانی دشمن در مدیترانه، توجه نیروی دریایی بریتانیا را از خط تدارکاتی دریایی آفریکاکور در شمال آفریقا منحرف کنند. پس از گذر دشوار از تنگه، او-بوت‌ها مشکلات پیش‌بینی شده توسط دونیتس را گزارش کردند. کاروان‌های تدارکاتی بریتانیایی در مدیترانه غالباً متشکل از شناورهای کوچک با آبخور کم‌عمق بودند که به سختی مورد اصابت اژدر قرار می‌گرفتند. حضور پر رنگ شناورهای محافظ حول این کاروان‌ها نیز امکان آمدن به سطح و استفاده از توپ عرشه را از بین می‌برد. در طی یک ماه عمل در این دریا، شش او-بوت آلمانی تنها موفق به غرق کردن دو دوبه، یک شناور کوچک تجاری ساحلی و یک تانکر نفت شدند. با این حال با اصرار فرماندهی عالی بر حضور در این دریا، به دونیتس دستور داده شد تعداد بیشتری او-بوت به آن بفرستد. بدین شکل، در مقابل اعتراض شدید دونیتس، آلمان ده او-بوت دیگر را راهی مدیترانه کرد. پانزده او-بوت هم در آب‌های غرب تنگه جبل‌الطارق مستقر شدند. در این زمان به استثنای فعالیت گروه کوچکی از او-بوت‌ها در نزدیکی نیوفاندلند، کشتی‌رانی متفقین در اقیانوس اطلس شمالی تا حدود زیادی بدون مزاحمت صورت می‌گرفت. بدین ترتیب مجموع تناژ شناورهای غرق‌شده توسط او-بوت‌ها از ۲۰۰ هزار تن در ماه سپتامبر سال ۱۹۴۰ به ۶۰ هزار تن در ماه نوامبر این سال کاهش یافت. در همین مدت چهار او-بوت در مدیترانه از دست رفتند و به سه او-بوت دیگر آسیب وارد شد. در مجموع در سه ماه پایانی سال ۱۹۴۱ نوزده او-بوت در مدیترانه و یکی او-بوت دیگر در مسیر ورود به آن غرق شدند. در همین دوره زمانی شناورهای غرق‌شده متفقین در اقیانوس اطلس در کمترین میزان در تمامی طول جنگ بود.
در پی ورود ایالات متحده در ماه دسامبر سال ۱۹۴۱ به جنگ، آلمانی‌ها تصمیم به تلافی کمک‌رسانی تدارکاتی آن به دشمنان در اقیانوس اطلس شمالی گرفتند. در این زمان تنها او-بوت‌های نوع ۹ قادر به عملیات پایا در سواحل شرقی ایالات متحده بودند و تنها پنج فروند از این او-بوت‌ها در اختیار کریگس‌مارینه بود. همین تعداد اوایل ماه ژانویه سال ۱۹۴۲ از اقیانوس اطلس گذر کردند تا در قالب عملیات پاوکنشلاک، به کشتی‌رانی دشمن در نزدیکی سواحل نیوفوندلند حمله کنند. خدمه او-بوت‌ها از این عملیات با عنوان «فصل شکار آمریکا» یاد می‌کردند. او-۱۲۳ با غرق کردن کشتی بخار ۹٬۰۷۶ تنی بریتانیایی سایکلوپس در روز ۱۲ ژانویه در نزدیکی دماغه سِیبل در نووا اسکوشا، نخستین ضربه این عملیات را وارد کرد. با وجود دریافت هشدارهای اطلاعاتی از بریتانیا، نیروی دریایی ایالات متحده در ابتدا آمادگی لازم برای مقابله را نداشت؛ این مسئله برای آن‌ها به قیمت گرانی تمام شد. او-بوت‌ها با استفاده از این فرصت به مناطق جنوبی‌تر در سواحل فلوریدا با تردد کشتی‌رانی بیشتر نیز رفتند. تمهیدات آمریکایی‌ها به اندازه‌ای ضعیف بود که او-بوت‌ها پس از شلیک همه اژدرهای خود، در نزدیکی ساحل به روی آب می‌آمدند و بدون احساس خطر با توپ روی عرشه خود اقدام به حمله می‌کردند. در این زمان بهترین کشتی‌های ضدزیردیایی آمریکایی، در جنگ با ژاپنی‌ها، در اقیانوس آرام بودند. تنها چند قایق گارد و گشت ساحلی و تعدادی هواگرد منسوخ با خدمه‌ای بی‌تجربه برای حفاظت از کاروان‌ها در برابر او-بوت‌ها در دسترس بود. به گزارش او-بوت‌ها همین‌ها هم در مواردی پس از شناسایی حضور یک او-بوت به جای حمله به آن با عجله از محل می‌گریختند. به نقل از اسناد ثبت وقایع جنگی دریابد دونیتس در ماه آوریل سال ۱۹۴۲، تا این زمان فعالیت حفاظتی نیروی دریایی آمریکا افزایش یافته بود و حضور هواگردها بسیار پررنگ بود اما او-بوت‌ها همچنان تا جایی که ذخیره سوخت به آن‌ها اجازه می‌داد از طرف فرماندهی عالی آزادی عمل داشتند. در این جهت ۲۴ فروند او-بوت تدارکاتی ماه آوریل سال ۱۹۴۲ از جانب فرماندهی عالی کریگس‌مارینه عازم اقیانوس اطلس شد. این او-بوت‌ها ملقب به «گاو شیر ده» (Milchkuhs)، علاوه بر سوخت دیزل، با خود اژدر اضافی مهمات، قطعات یدکی، کارگاهی برای تعمیرات جزئی، غذای تازه، آب آشامیدنی و خدمه جایگزین حمل می‌کردند. نخستین مورد از سوخت‌گیری دریایی یک او-بوت روز ۲۲ آوریل اتفاق افتاد. با کمک هر یک از این شکل از پایگاه‌های سیار تدارکاتی، ۱۲ او-بوت نوع ۷ یک ماه بیشتر یا پنج او-بوت نوع ۹ دو ماه بیشتر در ناحیه عملیاتی باقی می‌ماندند. با تشدید عملیات او-بوت‌ها در آب‌های اقیانوس اطلس شمالی، تا پایان سال ۱۹۴۲ ماهانه تناژی بالغ بر ۱۰۰ هزار تن از کشتی‌ها در سواحل شرقی ایالات متحده غرق می‌شد؛ بیشتر آن‌ها تانکرهای نفتی بودند که قصد عبور از این اقیانوس را داشتند. در یکی از مهم‌ترین موارد، شنود اطلاعاتی آلمان رد یک کاروان بزرگ با ۳۹ کشتی باری از کشورهای مختلف را زد. این کاروان موسوم به «اس‌سی ۱۰۷»، حامل حدود ۲۵۰ هزار تن تدارکات نظامی و سوخت برای عملیات نیروهای متفق در شمال آفریقا، اهمیت راهبردی بالایی داشت. گروه فایلشِن با ۱۳ او-بوت کاوران را تعقیب کرد و حمله گسترده‌ای به آن صورت داد. در درگیری متعاقب ۱۵ کشتی باری با مجموع تناژ ۸۲٬۸۱۷ تن غرق شد و چهار کشتی دیگر آسیب دید. چهار او-بوت در این موقعیت از دست رفت. دونیتس با جسارتی که از این موفقیت‌ها یافته بود، تصمیم گرفت گروهی از شش او-بوت گونه ۷ را نیز راهی آب‌های این منطقه کند. این گونه او-بوت‌ها اندازه‌ای کوچک‌تر و بردی محدود داشتند اما تحرک‌پذیرتر از او-بوت‌های گونه ۹ بودند و امید می‌رفت با استفاده از او-بوت‌های تدارکاتی بتوانند همانند آن‌ها ثمربخش شوند.
آلمانی‌ها ماه ژانویه سال ۱۹۴۲ تصمیم گرفتند شبکه حمل‌ونقل نفت متفقین در دریای کارائیب را برهم بزنند. دریابد دونیتس گروه تازه تشکیل‌شده نوی‌لانت را متشکل از پنج او-بوت و دو زیردریایی ایتالیایی بدین منظور فرستاد. هدف اصلی آن‌ها حمله به تأسیسات پالایشگاهی در جزایر کوراسائو و آروبا بود. در ابتدا قرار بود تأسیسات ساحلی با توپ‌های عرشه او-بوت‌ها گلوله‌باران شود اما فرماندهان میدانی تصمیم گرفتند تانکرهای لنگر انداخته در این بنادر باز را نیز با اژدر بزنند؛ چرا که در برابر ادوات دفاع ساحلی خطر کمتری برای آن‌ها داشت. در نخستین مورد او-۱۵۶ روز ۱۶ فوریه سال ۱۹۴۲ با حمله به پالایشگاه لاگو در سان نیکولاس در آروبا دو نفت‌کش را غرق کرد و پالایشگاه را به گلوله بست. این بار هم نیروی مرزبانی دریایی کارائیب نیروی دریایی ایالات متحده با تعداد کمی شناور کوچک و هواگرد قدیمی ناتوان از مقابله با این حملات بود. پس از غرق شدن ناوشکن جیکوب جونز در روز ۲۸ فوریه در ساحل نیوجرسی توسط او-۵۷۸ که به مرگ ۱۳۸ تن انجامید، ایالات متحده خطر را اندکی جدی‌تر گرفت و چند ناوشکن قدیمی دوره جنگ جهانی اول عازم منطقه کرد. به هر صورت هنوز خلل چندانی در کار او-بوت‌ها پدید نیامد. تا تابستان سال ۱۹۴۲ عملیات نوی‌لانت روزانه به شکل میانگین تناژ ۱۰٬۰۰۰ تن از کشتی‌ها دشمن را غرق می‌کرد. تا آغاز ماه مه سال ۱۹۴۲ مجموع تناژ کشتی‌های از دست‌رفته متفقین در این عملیات آلمانی‌ها به بالغ بر نیم میلیون تن رسید. بیشتر آن‌ها تانکر و متعلق به کشتی‌رانی بریتانیا بودند. در این حال فرماندهی نیروی دریایی ایالات متحده از پذیرش کمک و حضور نیروهای دریایی بریتانیایی در منطقه خودداری می‌کرد. اقدامات او-بوت‌ها فشار سنگینی بر شبکه ترابری نفتی بریتانیا وارد می‌آورد. تا میانه ماه دسامبر سال ۱۹۴۲ ذخیره سوخت این کشور به تنها ۳۰۰٬۰۰۰ تن کاهش یافت. با میانگین مصرف ماهیانه ۱۳۰٬۰۰۰ تن نفت، بریتانیا با تهدیدی بسیار جدی روبرو بود. در این حال آلمانی‌ها اوایل ماه ژانویه سال ۱۹۴۳ کاروان تی‌ام ۱ بریتانیا را که برای عملیات تورچ، پیاده‌سازی متفقین در شمال آفریقا، سوخت می‌برد، در میانه اقیانوس اطلس شناسایی کردند. دریابد دونیتس گروه او-بوت‌های دِلفین را مأمور به حمله به این کاروان کرد. با توجه به حساسیت و اهمیت بالای از بین بردن این کاوران، دریابد دونیتس خود شخصاً فرماندهی عملیات را در دست گرفت. حملات متوالی و متعدد بیش از ده او-بوت در طی مسیر چند هزار کیلومتری، ۷ نفت‌کش از ۹ نفت‌کش کاروان تی‌ام ۱ را به همراه ۸۰٬۰۰۰ تن سوخت از میان برد و ضربه‌ای جدی به متفقین وارد آورد. بریتانیایی‌ها در این زمان تنها ۷٬۰۰۰ تن سوخت در شمال آفریقا داشتند. این موفقیت او-بوت‌ها به اندازه‌ای بزرگ بود که ارتشبد هانس-یورگن فون آرنیم، فرمانده نیروهای آلمانی در این جبهه، با ارسال پیام تبریک به دریابد دونیتس، از اقدامات او-بوت‌ها تشکر کرد.
ماه مه سال ۱۹۴۳، هنگامی که او-بوت‌های از بین رفته در یک ماه به بیش از ۴۰ مورد رسید، به دستور دریابد دونیتس او-بوت‌ها از مسیرهای کشتی‌رانی اقیانوس اطلس شمالی خارج و به آنچه «مناطق امن‌تر» تلقی می‌گشت، منتقل شدند. نزد دونیتس این یک عقب‌نشینی موقت تا هنگام دریافت تسلیحات جدیدتر بود. فرماندهی عالی او-بوت امیدوار بود با دریافت مدل‌های جدید با سامانه‌های شناسایی و تسلیحاتی نوین، ورق مجدداً به نفع آلمان بازخواهد گشت. به هر صورت فرماندهی عالی همچنان بر آن بود که او-بوت‌های خود را راهی نواحی دور بکند. عملیات مُنسون (Monsun) پایان ماه ژوئن سال ۱۹۴۳ با اعزام ۱۱ او-بوت نوع ۹ در همراهی با یک او-بوت تدارکاتی برای دور زدن دماغه امید نیک و ورود به اقیانوس هند آغاز شد. این او-بوت‌ها در همکاری با امپراتوری ژاپن، پایگاهی در پنانگ برقرار و علیه کشتیرانی تجاری دشمن در اقیانوس هند و خلیج فارس عمل می‌کردند. با توجه به این که بیشتر کشتی‌های این آب‌ها بدون محافظ حرکت می‌کردند، امید می‌رفت نتایج خوبی از این کارزار حاصل شود. با این وجود تنها پنج فروند از او-بوت‌هایی که از خلیج بیسکی خارج شدند به اقیانوس هند رسیدند؛ مابقی در راه غرق شدند. همان‌هایی هم که رسیدند تماماً تا شش ماه بعد از دست رفتند. این عملیات به اندازه‌ای پرخسارت و در عین حال کم‌فایده بود که در نهایت متوقف شد.
متعاقباً از پاییز سال ۱۹۴۳ جنگ کاروان‌ها در خطوط کشتی‌رانی اقیانوس اطلس شمالی از سر گرفته شد. به هر حال با از دست رفتن تعداد زیاد دیگری او-بوت، نتایج برای آلمان مخرب بود. با این وجود دونیتس می‌پنداشت آلمان نمی‌تواند جنگ در دریا را رها کند. بدین شکل او-بوت‌ها به عملیات ادامه دادند. با توجه به از دست رفتن ماهانه حدود هزار نفر، در این زمان بسیاری از او-بوت‌ها دارای خدمه‌ای بی‌تجربه تنها با کم‌ترین آموزش‌های ابتدایی، بودند. تعداد زیادی از او-بوت‌ها در نخستین مأموریت عملیاتی خود از دست رفتند.

## تسلیحات

### اژدر
او-بوت‌ها قابلیت اصلی تخریبی خود را از اژدرها، سلاح خوددکششی انفجاری، می‌گرفتند. اندازه و شکل اژدرها متفاوت بود اما همگی قابلیت انفجار زیر آب را داشتند و سلاحی مرگبار علیه شناورهای سطحی بودند. بزرگ‌ترین مشکل اژدرها برد نسبتاً کوتاه آن‌ها بود که سبب می‌شد او-بوت وادار به نزدیک‌شدن به طعمه خود شود و گاهی در خطر توپ‌های قدرتمندتر آن قرار گیرد. این برد در اوایل سده بیستم حدود تنها ۱ کیلومتر در سرعت ۳۵ گره یا ۲ کیلومتر در سرعت ۲۵ گره بود. حتی از این فاصله اندک هم اصابت به یک هدف متحرک کار ساده‌ای نبود و اغلب لازم می‌شد او-بوت به فاصله بسیار نزدیک‌تری برود. در جریان جنگ جهانی اول اژدرها معمولاً از فاصله حدود ۵۰۰ متری شلیک می‌شدند. شرایط در این زمان به‌گونه‌ای بود که عده‌ای بر این باور بودند که توپ جای اژدر را به عنوان سلاح اصلی خواهد گرفت. به هر صورت عمده مزیت اژدر امکان نزدیک شدن به طعمه بدون دیده شدن بود.
از سال ۱۹۰۶ نیروی دریایی آلمان کالیبر استاندارد ۵۰ سانتی‌متر به جای ۴۵ سانتی‌متر را برای اژدرهای تمامی شناورها به جز کشتی‌های بزرگ، برگزید. اژدرها پیش از جنگ جهانی اول به شکل خوبی تکامل یافتند و شباهت زیادی به مدل‌ها جنگ جهانی دوم داشتند. تثبیت‌کننده‌های عمودی و دماغه تیز حذف و پیش‌ران متقاطع-دوار به‌کار گرفته شد. برد مدل‌های جدیدتر برای اصابت تضمینی از کمتر از ۱۰۰ متر به ۴۰۰ تا ۸۰۰ متر رسید. حتی نصب موتور الکتریکی نیز در این زمان بر روی آن‌ها آزمایش شد اما با عملکرد بسیار پایین‌تر کار بر آن ادامه نیافت. به هر صورت پس از آغاز جنگ جهانی اول توسعه اژدرها دیگر اولویت بالایی برای آلمان نداشت. اژدرهای جنگ جهانی اول دو مشکل اساسی داشتند. نخست این که قابل‌اتکا بودند اما تأثیر لازم را نداشتند؛ اغلب شناور هدف را از کار می‌انداختند اما باعث غرق شدن آن نمی‌شدند. برای حل این مشکل مواد منفجره آن‌ها بیشتر شد که البته جای بیشتری در فضای تنگ درون اژدر می‌گرفت. اژدر او-بوت‌ها در ابتدا از هوای فشرده برای حرکت استفاده می‌کردند. این مسئله به عنوان مشکل دوم سبب ایجاد خط سِیر از حباب‌ها بر سطح آب و گاهی باعث شناسایی اژدر و گریز اهداف از مقابل آن می‌شد. این مشکل نیاز به شلیک همزمان دو، سه یا حتی چهار اژدر را ایجاد می‌کرد.
پیمان ورسای استفاده از اژدر را برای آلمان ممنوع نکرد؛ در نتیجه توسعه آن پس از پایان جنگ جهانی اول ادامه یافت. مشخصات پایه تغییر کرد و کالیبر جدید ۵۳٫۳ سانتی‌متر و طول ۷ متر برگزیده شد. تحقیق و توسعه دوره میان‌دوجنگ عملکرد اژدرها را هر چه بیشتر بهبود بخشید. به‌کارگیری موتور الکتریکی برای این تسلیحات تطبیق‌پذیری تاکتیکی آن برای شرایط مختلف را با حذف تقریبی دنباله حباب‌ها افزایش داد. به هر صورت نوع هوای فشرده همچنان مزیت سرعت و برد بیشتر را نسبت به نوع الکتریکی داشت. هنگامی که امکان برآورد دقیق سرعت شناور هدف وجود نداشت دو اژدر، نخستین با سرعت حدود دو گره بیشتر از شناور مورد نظر و دومی مقداری آهسته‌تر، به طرف آن شلیک می‌شد. هنگام آغاز جنگ جهانی دوم او-بوت‌ها از هر دو نوع استفاده می‌کردند.
تا این زمان هدف‌گیری اژدر با چرخش کل او-بوت صورت می‌گرفت. به‌کارگیری تغییر دهنده زاویه محفظه شلیک که پیش از آغاز جنگ جهانی دوم پدید آمد، امکان حمله به اهدافی که خارج از خط مرکز او-بوت بودند را فراهم آورد.  ابداع ابزار چرخش اژدر پس از شلیک، موجب رهگیری دقیق‌تر اهداف و افزایش قابل توجه احتمال اصابت شد. در نوع پیشرفته‌تر دیگری که آلمانی‌ها توسعه دادند اژدرهای مجهز به یک باتری و تعدادی تقویت‌کننده الکترونیکی، با استفاده از سکان خود با ردگیری صدای پروانه شناور هدف بر روی آن «قفل» می‌کردند. از این نوع حتی علیه اهدافی که به شکل بصری مشاهده نشده بودند نیز استفاده می‌شد.
| نوع    | نوع  | کالیبر      | پیش‌رانه    | برد/سرعت                                             | توضیحات                                                  |
| ------ | ---- | ----------- | ---------- | ---------------------------------------------------- | -------------------------------------------------------- |
| گه۷آ   | تی۱  | ۵۳٫۳میلی‌متر | هوای فشرده | ۶۰۰۰ متر / ۴۴ گره۸۰۰۰ متر / ۴۰ گره۱۴۰۰۰ متر / ۳۰ گره | مهمات پیش از جنگ - عیب خط سیر مشهود حباب‌ها               |
| گه۷ایی | تی۲  | ۵۳٫۳میلی‌متر | الکتریکی   | ۵۰۰۰ متر / ۳۰ گره                                    | مشکل اولیه در قطعات درونی حفظ عمق و انفجار که بعداً حل شد |
| گه۷ایی | تی۳  | ۵۳٫۳میلی‌متر | الکتریکی   | ۵۰۰۰ متر / ۳۰ گره                                    | همانند تی۲ و مجهز به فیوز مجاورتی                        |
| گه۷ایی | تی۴  | ۵۳٫۳میلی‌متر | الکتریکی   | ۷۵۰۰ متر / ۲۰ گره                                    | با قابلیت رهگیری هدف با صدای آن                          |
| گه۷ایی | تی۵  | ۵۳٫۳میلی‌متر | الکتریکی   | ۵۷۰۰ متر / ۲۴ گره                                    | موسوم به ساون‌کونیش برای هدف‌گرفتن شناورهای محافظ          |
| گه۷ایی | تی۱۱ | ۵۳٫۳میلی‌متر | الکتریکی   | ۵۷۰۰ متر / ۲۴ گره                                    | تی-۵ اصلاح‌شده - در حد آزمایش                             |

توضیح نام‌گذاری اژدرها

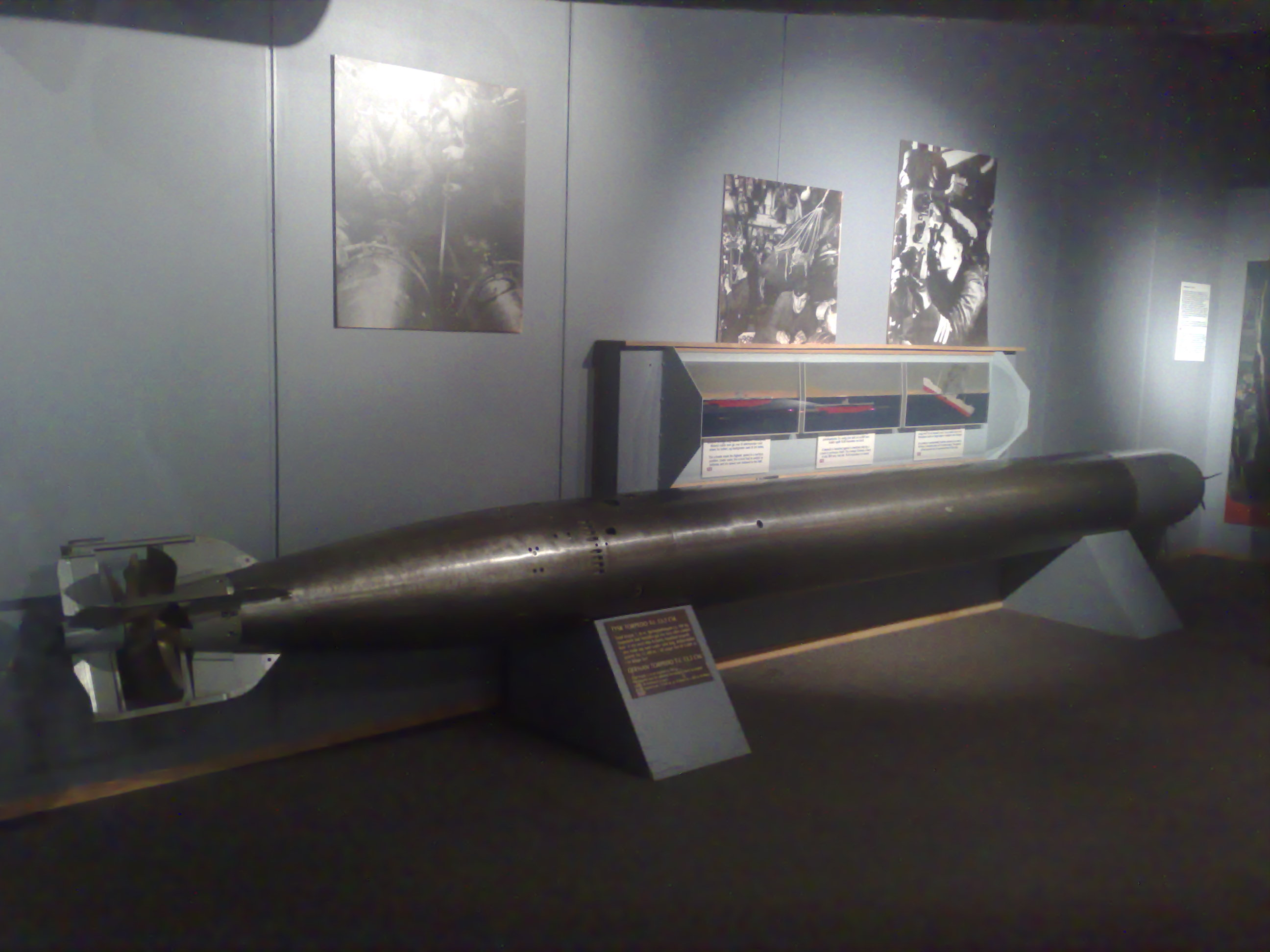
اژدر گه۷آ تی۱

حرف گه (G) در عنوان اژدرها اشاره به نام اولیه اژدر در زبان آلمانی یعنی «ابزار پیش‌رونده در خط مستقیم» (Geradelaufapparat) دارد. عدد ۷ مربوط به طول اژدر است. برای پبش‌ران هوای فشرده از پسوند آ (a) و برای پیش‌ران الکتریکی از پسوند ایی (e) استفاده می‌شد.

### توپ
توپ‌ها برد بلندتر و دقت هدف‌گیری و نواخت تیر بیشتری نسبت به اژدر داشتند.

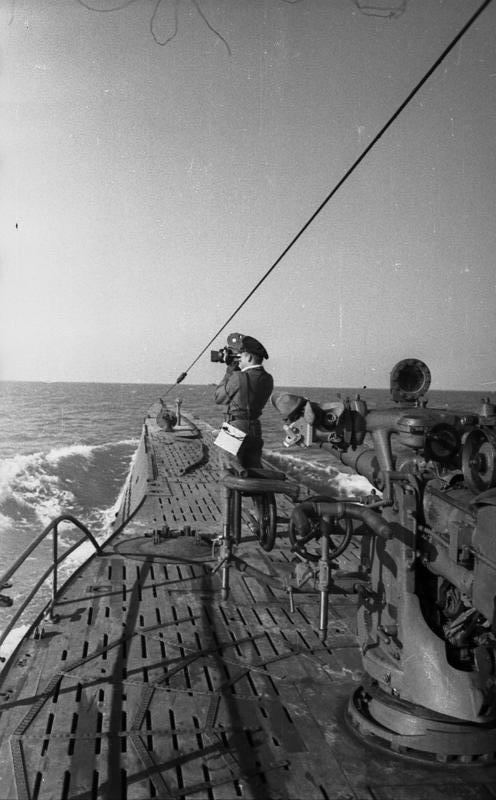
توپ اس‌کا سی۳۵ بر او-۱۳۲

| کالیبر  | نوع         | نواخت تیر(گلوله بر دقیقه) | توضیحات |
| ------- | ----------- | ------------------------- | --- |
| ۷٫۹۲ م‌م | ام‌گه سی۳۴   | ۱۰۰۰                      | نسخه دریایی مسلسل ام‌گه ۳۴ پیاده‌نظام |
| ۲ س‌م    | ام‌گه سی۳۰   | ۲۸۰ تا ۳۰۰                | معمولاً تک‌لول - لوله ضدآب |
| ۲ س‌م    | فلاک ۳۸     | ۴۵۰ تا ۵۰۰                | نسخه بهبود یافته ام‌گه سی۳۰ - در ابتدا تک‌لول بعداً دو لول و چهار لول                                                                         |
| ۳٫۷ س‌م  | اس‌کا سی۳۰او | ۳۰                        | تک‌لول - ابتدا بارگذاری دستی بعداً خودکار |
| ۳٫۷ س‌م  | فلاک ام۴۲او | ۱۶۰ تا ۱۸۰                | خودکار - بر پایه فلاک ۳۶ - تل‌لول و دو لول                                                                                                  |
| ۸٫۸ س‌م  | اس‌کا سی۳۵   | ۱۵ تا ۲۰                  | نسخه دریایی توپ ضدهوایی فلاک ۸۸ نیروی زمینی - تک‌لولاستفاده علیه شناورهای کوچک یا تمام کردن کار آن‌هایی که ارزش شلیک یک اژدر دیگر را نداشتند |

## ساختار فرماندهی
مدیترانه
ماه نوامبر سال ۱۹۴۱ به منظور سازمان‌دهی هدایت عملیاتی در مدیترانه یک مقر فرماندهی در رم ایجاد گردید. هدایت تاکتیکی او-بوت‌ها در شرق مدیترانه بر عهده ناوگان ۲۳ او-بوت مستقر در سالامیس در یونان و غرب مدیترانه بر عهده ناوگان ۲۹ او-بوت مستقر در لا اسپتزیا در ایتالیا نهاده شد.

## پایگاه‌ها
تسخیر نروژ، دانمارک، بلژیک، هلند و فرانسه، پایگاه‌های جدیدی به آلمان برای او-بوت‌های آن داد؛ مخصوصاً بندرگاه‌های بزرگ فرانسه در کرانه اقیانوس اطلس که به عنوان یک «دارایی راهبردی»، امکان افزایش زیاد برد عملیاتی او-بوت‌ها را فراهم می‌آورد. به عقیده دونیتس این مسئله آلمان را از محدودیت «مثلث بالتیک» که «نقص عمده» آن در جنگ جهانی اول بود، می‌رهاند. دریابد دونیتس روز ۲۳ ژوئن سال ۱۹۴۰ از بندرگاه لوریان دیدار کرد و تصمیم به ایجاد پایگاه‌هایی برای او-بوت‌ها در ساحل غربی فرانسه گرفت. روز ۷ ژوئیه او-۳۰ به عنوان نخستین او-بوت وارد بندر لوریان در فرانسه شد. ماه‌های بعد او-بوت‌ها در برست، سن-نزر، لا پالیس و بوردو پهلو گرفتند. از پایگاه بوردو در جنوب از ماه اوت سال ۱۹۴۰ مشترکاً با زیردریایی‌های ایتالیایی استفاده می‌شد. بدین ترتیب دیگر برای رسیدن به حوزه عملیاتی، دیگر لازم نبود او-بوت‌ها زیر خطر هواگردهای بریتانیایی دریای شمال را طی کنند. روز ۱۶ اکتبر ستاد فرماندهی عالی او-بوت در دماغه کِرنِوِل در لوریان مستقر شد. این قرارگاه به مرکز فرماندهی عملیاتی او-بوت در اقیانوس اطلس تا ماه آوریل سال ۱۹۴۲ بدل گشت. در همین زمان ناوگان دوم او-بوت نیز در لوریان استقرار یافت.
مواجه با بمب‌افکن‌های بریتانیایی، برای محافظت از پایگاه‌های او-بوت‌ها چندین پناهگاه بزرگ در آن‌ها احداث شد. این پروژه مهندسی عظیم به سازمان توت محول و نخستین مورد از آن در لوریان تکمیل گشت. دو پناهگاه نخست با عناوین «کِرومان ۱» و «کرومان ۲» از ماه اکتبر سال ۱۹۴۱ عملیاتی بودند. کرمان ۳ اوایل سال ۱۹۴۳ تکمیل شد. چندین هزار کارگر از کشورهای دیگر اروپایی در ساخت این پناهگاه‌ها حضور داشتند. چنین پایگاه‌هایی می‌توانستند ۳۰ او-بوت را در خود جای دهند. تنها در اواخر جنگ بود که بمب‌های متفقین می‌توانست در سقف بتنی با ضخامت چهار متری این پناهگاه‌های نفود کنند.
روز ۳۰ ژوئن سال ۱۹۴۱ او-۳۰۲ به عنوان نخستین او-بوت وارد نخستین پناهگاه در سن-نزر شد و مورد استقبال دریابد دونیتس قرار گرفت.

## شیوه کاربست
هنگام آغاز جنگ جهانی اول بر خلاف بریتانیایی‌ها که زیردریایی‌های را سلاحی دفاعی در پشتیبانی از ناوگان سطحی می‌دیدند، آلمانی‌ها برای آن قابلیت بالایی در تهاجم قائل بودند. در جهت مقابله به مثل با محاصره آلمان توسط بریتانیا، این کشور نیز سعی در ایجاد یک محاصره دریایی علیه دشمن برای قطع «خط زندگی» آن کرد. با توجه به ضعف نسبی ناوگان سطحی آلمان، توسل به او-بوت‌ها تنها راهکار عملی بود. آلمان ماه فوریه سال ۱۹۱۵ تمامی آب‌های اطراف جزیره بریتانیا را ناحیه جنگی اعلام کرد و اذعان داشت هر کشتی متخاصمی که وارد این ناحیه شود بدون اخطار غرق خواهد شد. بدین ترتیب میزان خسارات وارد آمده از سمت او-بوت‌ها از حدود ۴۸ هزار تُن در ماه ژانویه سال ۱۹۱۵ به حدود ۸۱ هزار تن در ماه مارس، ۱۲۰ هزار تن در ماه مه و ۱۸۶ هزار تن در ماه اوت جهش یافت. بدین شکل جنگ بدون محدودیت او-بوت‌ها آغاز شد. او-بوت‌های آلمان، در چارچوب قوانین بین‌المللی، سال ۱۹۱۵ مجموعاً ۵۵۵ کشتی تجاری، سال بعد حدود ۱۳۰۰ کشتی تجاری (معادل ۲ میلیون تن) و سال پس از آن بیش از ۳۰۰۰ کشتی تجاری (معادل حدود ۶ میلیون تن) متفقین را غرق کردند. خدمه کشتی‌های دشمن معمولاً فرصت می‌یافتند شناور را پیش از غرق شدن آن ترک کنند. با توجه به این که او-بوت‌ها غالباً علیه کشتیرانی غیرنظامی به‌کار گرفته می‌شدند، این ادوات در خط مقدم مفهوم جنگ تمام عیار قرار داشتند؛ شیوه‌ای که در آن از هر وسیله‌ای برای غلبه بر دشمن استفاده می‌گردد.

## تمهیدات مقابله‌ای
جنگ جهانی اول
اقدامات او-بوت‌ها یک تهدید جدی برای متفقین به حساب می‌آمد. به هر صورت، هنگام آغاز جنگ جهانی اول بریتانیا از هیچ ابزار مقابله‌ای برای مبارزه با او-بوت‌ها بهره نمی‌برد. عده زیادی تصور می‌کردند از آن جایی که او-بوت‌ها بیشتر اوقات را در سطح به سرمی‌برند، به راحتی قربانی آتش توپ‌ها و کوبیده شدن خواهند شد. هنگامی که ناو بریتانیایی بیرمنگام با کوبیدن خود به او-۱۵ موجب غرق شدن آن گشت (نخستین او-بوت غرق‌شده آلمانی)، این دیدگاه تقویت شد. به هر صورت در پنج ماه باقیمانده از سال ۱۹۱۴ تنها یک او-بوت دیگر (او-۱۸) توسط بریتانیایی‌ها غرق شد. بدین شکل از پنج او-بوت از دست رفته در سال ۱۹۱۴ تنها دو مورد مربوط به اقدامات متقابل بریتانیایی‌ها بود. از سال ۱۹۱۵ با افزایش شدید خسارات وارد آمده به کشتیرانی آن توسط او-بوت‌ها، نیروی دریایی بریتانیا بخش قابل توجهی از منابع موجود خود را به جنگ ضدزیردریایی اختصاص داد. با عقیده بر این که «حمله بهترین دفاست»، تلاش شدیدی برای دستیابی به روش‌هایی جهت شناسایی و غرق کردن او-بوت‌ها آغاز شد. حتی آموزش کاکایی‌ها و فُک‌ها نیز برای مکان‌یابی او-بوت‌ها از نظر گذرانده شد. تحقیقات گسترده برای ابداع گونه‌ای یابنده صوتی انجام گرفت. یک سامانه شناسایی زیرآبی صوتی موسوم به هیدروفون پدید آمد که صدای ایجاد شده توسط او-بوت‌ها را ردگیری می‌کرد. این سامانه از حدود ماه آوریل سال ۱۹۱۷ عملیاتی شد.
خرج عمقی در این زمینه توسعه یافت. این بمب زیر آبی که از مین دریایی توسعه یافته بود، معمولاً ۱۳۵ کیلوگرم تی‌ان‌تی یا آماتول داشت و به فیوز هیدرواستاتیک برای انفجار در عمق ۱۲ تا ۲۴ متر، بعداً تا ۶۰ متر، مجهز بود. تا سال ۱۹۱۶ بسیاری از کشتی‌های ضدزیردریایی بریتانیایی به این ادوات مسلح گشتند. به هر صورت در این سال تنها دو او-بوت با خرج عمقی غرق شدند. با این حال با بهبود هر چه بیشتر خرج‌های عمقی و کاربرد گسترده‌تر آن، این آمار در سال‌های ۱۹۱۷ و ۱۹۱۸ به شدت افزایش یافت.
در ابتدای جنگ نیروی دریایی بریتانیا چند هواگردی را که به تازگی جهت شناسایی شناورهای دشمن به‌کارگرفته بود، در شکار او-بوت‌ها استفاده کرد. به هر صورت با توجه به اتکاناپذیری موتورها، سرعت پایین، ظرفیت محدود سوخت و گنجایش کم بمب این هواگردها در مقابل او-بوت‌ها بی‌تاثیر بودند. با این حال حضور هواگردها و شناسایی او-بوت‌ها توسط آن‌ها معمولاً سبب شیرجه‌زدن شناور دشمن می‌شد و امکان گریز کشتی‌های خودی را فراهم می‌آورد. در ادامه بریتانیایی‌ها از هواگردهای بهبود یافته مجهز به بمب‌های برخوردی ۴۵ تا ۲۳۵ کیلوگرمی یا بمب‌های ضدزیردریایی تأخیری ۱۰۰ کیلوگرمی استفاده کردند که البته اساساً همچنان نتوانست سبب شکار مستقیم او-بوت‌ها توسط آن‌ها شود.
علاوه بر این بریتانیا دست به حرکت گروهی کشتی‌های تجاری در قالب کاروان‌های تحت حفاظت کشتی‌های جنگی زد. این تمهیدات میزان خسارات را به شکل قابل ملاحظه‌ای کاهش داد؛ به شکلی که در یازده ماه پایانی جنگ جهانی اول تنها مجموعاً ۱۳۰۰ شناور از دست رفتند. عمده علت این مسئله مشکل او-بوت‌ها در یافتن اهداف بود؛ چرا که کشتی‌های تجاری دیگر در گسترده بزرگی پخش نمی‌شدند و در نتیجه برخورد کمتری با او-بوت‌ها اتفاق می‌افتاد.
جنگ جهانی دوم
تمهیدات به‌کارگرفته شده در جنگ جهانی دوم از جمله شکسته شدن رمز ماشین انیگما توسط بریتانیایی‌ها نیز با وجود افزایش تعداد او-بوت‌های عملیاتی و تلاش فراوان آلمانی‌ها برای بهبود تاکتیک‌های خود، بسیار اثر گذار بود؛ به‌وجهی که میانگین شش کشتی غرق‌شده توسط هر او-بوت در هر ماه در سال ۱۹۴۰، تا دو سال بعد، در پائیز سال ۱۹۴۲ به کمتر از یک کشتی و گاهی تا تنها نیم کشتی در ماه کاهش یافت.
| تعداد او-بوت | غرق‌شده یا آسیب‌دیده با اصابت |
| ------------ | --------------------------- |
| ۳۸ او-بوت    | ۲۰ کشتی یا بیشتر            |
| ۴۵ او-بوت    | ۱۱ تا ۱۹ کشتی               |
| ۷۲ او-بوت    | ۶ تا ۱۰ کشتی                |
| ۳۰۷ او-بوت   | ۱ تا ۵ کشتی                 |
| ۶۷۴ او-بوت   | بدون هیچ کشتی مورد اصابت    |

به هر صورت بیشتر خسارات وارد آمده به ناوگان او-بوت‌ها در اثر عناصر طبیعی و مین‌ریزی دشمن در آب‌های عملیاتی آن‌ها بود.
| ماه     | تعداد او-بوت‌های از دست رفته |
| ------- | --------------------------- |
| ۱۹۴۲    |                             |
| اوت     | ۱۰                          |
| سپتامبر | ۱۱                          |
| اکتبر   | ۱۶                          |
| نوامبر  | ۱۳                          |
| دسامبر  | ۵                           |
| ۱۹۴۳    |                             |
| ژانویه  | ۶                           |
| فوریه   | ۱۹                          |
| مارس    | ۱۶                          |
| آوریل   | ۱۵                          |
| مه      | ۴۲                          |
| ژوئن    | ۱۷                          |
| ژوئیه   | ۳۹                          |

## انواع

### نوع ۱
نوع ۱ در سال ۱۹۳۲ معرفی گردید. تنها دو نمونه از این نوع او-بوت از خط تولید در کارخانه کشتی‌سازی دِشیماگ در برمن خارج شد. عامل اصلی توقف تولید این نوع بیش از آن که به طراحی آن مربوط باشد، در اثر تصمیمات سیاسی بود. به هر حال کنترل این او-بوت‌ها در شرایط عملیاتی دشوار، پایداری آن‌ها پایین و سرعت شیرجه آن‌ها کم گزارش شد. دو او-بوت ساخته شده بر اساس این مدل او-۲۵ و او-۲۶ نام گرفتند. دو او-بوت این نوع تا سال ۱۹۴۰ غالباً در وظایف آموزشی به کار گرفته شدند. پس از این مدت در اثر کمبود او-بوت‌های در دسترس، این او-بوت‌ها نیز وارد میدان نبرد گشتند که در مجموع با ۱۳ مأموریت عملیاتی و غرق کردن ۱۸ کشتی دشمن در جریان آن، عملکرد خوبی از خود نشان دادند.
مشخصات:
| گونه | خدمه (نفر) | طول (متر) | عرض (متر) | آبخور (متر) | وزن (تن) | وزن (تن) | سرعت (گره)    | سرعت (گره) | برد (مایل دریایی) | برد (مایل دریایی) | نیرومحرکه                                                             | نیرومحرکه                                              | تسلیحات | تسلیحات                | او-بوت‌ها        |
| گونه | خدمه (نفر) | طول (متر) | عرض (متر) | آبخور (متر) | در سطح   | زیر سطح  | در سطح        | زیر سطح    | در سطح            | زیر سطح           |                                                                       |                                                        | |                        | او-بوت‌ها        |
| ---- | ---------- | --------- | --------- | ----------- | -------- | -------- | ------------- | ---------- | ----------------- | ----------------- | --------------------------------------------------------------------- | ------------------------------------------------------ | --- | ---------------------- | --------------- |
| آ    | ۴۳(۴ افسر) | ۷۲٫۳۹     | ۶٫۲۱      | ۴٫۳         | ۸۶۲      | ۹۸۳      | ۱۷٫۷۵ تا ۱۸٫۶ | ۸٫۳        | ۷۹۰۰(در ۱۰ گره)   | ۷۸(در ۴ گره)      | ۲ موتور دیزل ۸ سیلندر چهارزمانه M8V40/46 ام‌آان (هر یک ۱٬۴۰۰ اسب بخار) | ۲ موتور الکتریکی GG UB720/8 ب‌ب‌سی (مجموعا ۷۸۰ کیلو وات) | - ۶ اژدرانداز ۵۳۳ میلی‌متری: - ۴ در جلو - ۲ در عقب - ۱ توپ ۱۰۵ میلی‌متری در عرشه جلو - ۱ توپ ۲۰ میلی‌متری ضدهوایی در برجک | ۱۴ اژدریا۴۲ مین دریایی | - او-۲۵ - او-۲۶ |

### نوع ۲
او-بوت نوع ۲ یک مدل توسعه یافته از نوع ساحلی نوع UB نیروی دریایی امپراتوری آلمان به حساب می‌آمد. او-بوت‌های این نوع با اندازه‌ای کوچک و قیمتی ارزان، در مدت زمان کوتاهی ساخته می‌شدند. نوع ۲ بر مبنای مدل صادراتی CV-707 تولید شده برای فنلاند، یک ابزار آموزشی عالی بود اما در اثر اندازه کوچک، فضای داخلی تنگ و قابلیت ضعیف هنگام چرخش در سطح نگرش مناسبی به آن پیدا نشد. به هر حال شماری از گونه‌های این نوع او-بوت ساخته شد که در همگی آن‌ها از سه محفظه اژدرانداز استفاده گشت. او-بوت‌های این نوع عموماً در دریای شمال و دریای بالتیک علیه نیروی دریایی شوروی به کار گرفته شدند.
مشخصات:
| گونه | خدمه (نفر) | طول (متر) | عرض (متر) | آبخور (متر) | وزن (تن) | وزن (تن) | سرعت (گره) | سرعت (گره) | برد (مایل دریایی) | برد (مایل دریایی)   | نیرومحرکه                                                         | نیرومحرکه                                                                         | تسلیحات                                                       | تسلیحات               | او-بوت‌ها                    |
| گونه | خدمه (نفر) | طول (متر) | عرض (متر) | آبخور (متر) | در سطح   | زیر سطح  | در سطح     | زیر سطح    | در سطح            | زیر سطح             |                                                                   |                                                                                   |                                                               |                       | او-بوت‌ها                    |
| ---- | ---------- | --------- | --------- | ----------- | -------- | -------- | ---------- | ---------- | ----------------- | ------------------- | ----------------------------------------------------------------- | --------------------------------------------------------------------------------- | ------------------------------------------------------------- | --------------------- | --------------------------- |
| آ    | ۲۵(۳ افسر) | ۴۰٫۹      | ۴٫۰۸      | ۳٫۸۳        | ۲۵۴      | ۳۰۳      | ۱۳         | ۶٫۹        | ۱۶۰۰ (در ۸ گره)   | ۳۵ (در ۴ گره)       | ۲ موتور دیزل ۶ سیلندر چهارزمانه RS127S ام‌وام (هر یک ۳۵۰ اسب بخار) | ۲ موتور الکتریکی PG VV 322/36 اس‌اس‌و (مجموعا ۳۰۰ کیلو وات)                         | - ۳ اژدرانداز ۵۳۳ میلی‌متری در جلو - ۱ توپ ۲۰ میلی‌متری ضدهوایی | ۵ اژدریا۱۸ مین دریایی | او-۱ تا او-۶                |
| ب    | ۲۵(۳ افسر) | ۴۲٫۷      | ۴٫۰۸      | ۳٫۹         | ۲۷۹      | ۳۲۸      | ۱۳         | ۷          | ۳۱۰۰ (در ۸ گره)   | ۳۵ تا ۴۳ (در ۴ گره) | ۲ موتور دیزل ۶ سیلندر چهارزمانه RS127S ام‌وام (هر یک ۳۵۰ اسب بخار) | ۲ موتور الکتریکی PG VV 322/36 اس‌اس‌و (مجموعا ۳۰۰ کیلو وات)                         | - ۳ اژدرانداز ۵۳۳ میلی‌متری در جلو - ۱ توپ ۲۰ میلی‌متری ضدهوایی | ۵ اژدریا۱۸ مین دریایی | او-۷ تا او-۲۴ او-۱۲۰ او-۱۲۱ |
| سی   | ۲۵(۳ افسر) | ۴۳٫۹      | ۴٫۰۸      | ۳٫۸         | ۲۹۱      | ۳۴۱      | ۱۲         | ۷          | ۴۲۰۰              | ۷۱                  | ۲ موتور دیزل ۶ سیلندر چهارزمانه RS127S ام‌وام (هر یک ۳۵۰ اسب بخار) | - ۲ موتور بنزینی MVM (۳۵۰ اسب بخار) - ۲ موتور الکتریکی (هر یک ۲۰۵ اسب بخار ترمزی) | - ۳ اژدرانداز ۵۳۳ میلی‌متری در جلو - ۱ توپ ۲۰ میلی‌متری ضدهوایی | ۵ اژدریا۱۸ مین دریایی |                             |
| دی   | ۲۵(۳ افسر) | ۴۴        | ۵         | ۳٫۹         | ۳۱۴      | ۳۶۴      | ۱۲٫۷       | ۷٫۴        | ۵۶۸۰              | ۷۱                  | ۲ موتور دیزل ۶ سیلندر چهارزمانه RS127S ام‌وام (هر یک ۳۵۰ اسب بخار) | - ۲ موتور بنزینی MVM (۳۵۰ اسب بخار) - ۲ موتور الکتریکی (هر یک ۲۰۵ اسب بخار ترمزی) | - ۳ اژدرانداز ۵۳۳ میلی‌متری در جلو - ۱ توپ ۲۰ میلی‌متری ضدهوایی | ۵ اژدریا۱۸ مین دریایی |                             |

### نوع ۷

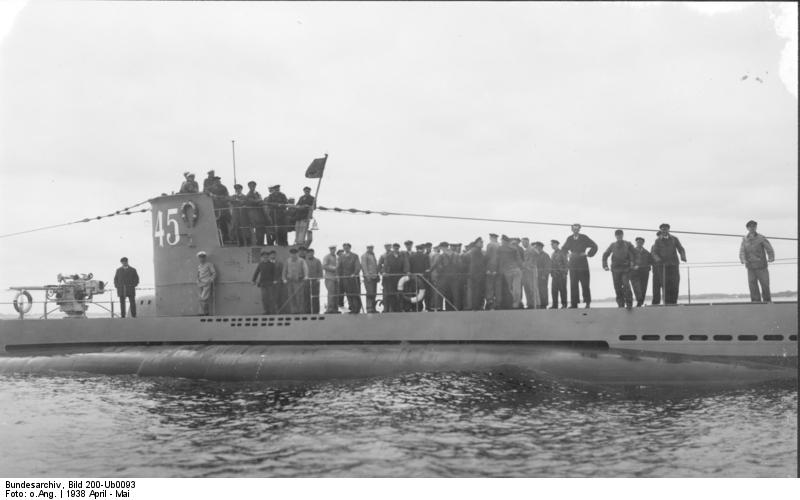
او-۴۵، او-بوت نوع ۷ب

او-بوت نوع ۷ دارای یک بدنه بود. بدنه فشار در قسمت‌هایی بخش بیرونی بدنه را تشکیل می‌داد. تفاوت اساسی این نوع با طراحی‌های پیشین قرار گرفتن ذخیره سوخت درون بدنه فشار به جای محفظه تعادل بود که محافظت بیشتری برای آن فراهم می‌آورد. یک محفظه تعادل یگانه در مرکز، دو محفظه تعادل در خارج از بدنه فشار در جلو و عقب و دو محفظه تعادل نعلی در اطراف این نوع او-بوت قرار داشتند. بین عرشه و و سقف بدنه موارد متعددی از جمله جایگاه یک توپ، محفظه مهمات آن توپ، یک قایق و محفظه اژدرهای اضافه تعبیه شده بود. یک توپ ۸۸ میلی‌متری دریایی در جلوی عرشه و جلوی برجک دیدبانی و یک توپ ۲۰ میلی‌متری ضدهوایی در پشت توپ قرار گرفته بود.

### نوع ۹
او-بوت نوع ۹ توسعه‌یافته او-بوت نوع او ۸۱ سال ۱۹۱۵ بود.
مشخصات:
| گونه  | خدمه (نفر) | طول (متر) | عرض (متر) | آبخور (متر) | وزن (تن) | وزن (تن) | سرعت (گره) | سرعت (گره) | برد (مایل دریایی)  | برد (مایل دریایی) | نیرومحرکه                                | نیرومحرکه                             | ظرفیت سوخت (تن) | تسلیحات                                                                                                | تسلیحات | او-بوت‌ها |
| گونه  | خدمه (نفر) | طول (متر) | عرض (متر) | آبخور (متر) | در سطح   | زیر سطح  | در سطح     | زیر سطح    | در سطح             | زیر سطح           |                                          |                                       | ظرفیت سوخت (تن) | |         | او-بوت‌ها |
| ----- | ---------- | --------- | --------- | ----------- | -------- | -------- | ---------- | ---------- | ------------------ | ----------------- | ---------------------------------------- | ------------------------------------- | --------------- | --- | ------- | --- |
| آ     | ۴۸ نفر     | ۷۶٫۵      | ۶٫۵       | ۴٫۷         | ۱۰۳۲     | ۱۱۵۳     | ۱۸٫۲       | ۷٫۷        | ۸۱۰۰ (در ۱۲ گره)   | ۶۵ (در ۴ گره)     | ۲ موتور دیزل ام‌آان (هر یک ۲۲۰۰ اسب بخار) | ۲ موتور الکتریکی (هر یک ۵۰۰ اسب بخار) | ۱۵۴             | - ۴ اژدرانداز در جلو - ۲ اژدرانداز در عقب - ۱ توپ ۱۰۵ میلی‌متری - ۱ توپ ۳۷ میلی‌متری - ۱ توپ ۲۰ میلی‌متری | ۲۲ اژدر | او-۳۷ تا او-۴۴ |
| ب     | ۴۸ نفر     | ۷۶٫۵      | ۶٫۸       | ۴٫۷         | ۱۰۵۱     | ۱۱۷۸     | ۱۸٫۲       | ۷٫۳        | ۸۷۰۰ (در ۱۲ گره)   | ۶۴ (در ۴ گره)     | ۲ موتور دیزل ام‌آان (هر یک ۲۲۰۰ اسب بخار) | ۲ موتور الکتریکی (هر یک ۵۰۰ اسب بخار) | ۱۶۵             | - ۴ اژدرانداز در جلو - ۲ اژدرانداز در عقب - ۱ توپ ۱۰۵ میلی‌متری - ۱ توپ ۳۷ میلی‌متری - ۱ توپ ۲۰ میلی‌متری | ۲۲ اژدر | او-۶۴ و او-۶۵ او-۱۰۳ تا او-۱۱۱ او-۱۲۲ تا او-۱۲۴ |
| سی    | ۴۸ نفر     | ۷۶٫۸      | ۶٫۸       | ۴٫۷         | ۱۱۲۰     | ۱۲۳۲     | ۱۸٫۳       | ۷٫۳        | ۱۱٬۰۰۰ (در ۱۲ گره) | ۶۳                | ۲ موتور دیزل ام‌آان (هر یک ۲۲۰۰ اسب بخار) | ۲ موتور الکتریکی (هر یک ۵۰۰ اسب بخار) | ۲۰۸             | - ۴ اژدرانداز در جلو - ۲ اژدرانداز در عقب - ۱ توپ ۱۰۵ میلی‌متری - ۱ توپ ۳۷ میلی‌متری - ۱ توپ ۲۰ میلی‌متری | ۲۲ اژدر | او-۶۶ تا او-۶۸ او-۱۲۵ تا او-۱۳۱ او-۱۵۳ تا او-۱۶۶ او-۱۷۱ تا او-۱۷۶ او-۵۰۱ تا او-۵۲۵ |
| سی/۴۰ | ۴۸ نفر     | ۷۶٫۸      | ۶٫۹       | ۴٫۷         | ۱۱۴۴     | ۱۲۵۷     | ۱۸٫۳       | ۷٫۳        | ۱۱٬۴۰۰ (در ۱۲ گره) | ۶۳                | ۲ موتور دیزل ام‌آان (هر یک ۲۲۰۰ اسب بخار) | ۲ موتور الکتریکی (هر یک ۵۰۰ اسب بخار) | ۲۱۴             | - ۴ اژدرانداز در جلو - ۲ اژدرانداز در عقب - ۱ توپ ۱۰۵ میلی‌متری - ۱ توپ ۳۷ میلی‌متری - ۱ توپ ۲۰ میلی‌متری | ۲۲ اژدر | او-۱۶۷ تا او-۱۷۰ او-۱۸۳ تا او-۱۹۴ او-۵۲۶ تا او-۵۵۰ او-۸۰۱ تا او-۸۱۶ او-۸۴۱ تا او-۸۴۶ او-۸۵۳ تا او-۸۵۸ او-۸۶۵ تا او-۸۷۰ او-۸۷۷ تا او-۸۸۲ او-۸۸۹ تا او-۸۹۴ او-۱۲۲۱ تا او-۱۲۶۲ او-۱۵۰۱ تا او-۱۵۰۳ |

## نام‌گذاری
او-بوت‌های پیش از جنگ جهانی اول با یک حرف «او» (U) و یک عدد نام‌گذاری می‌شدند. او-بوت‌های صادراتی از حروف «او.ب.» (UB) و او-بوت‌های ویژه مین‌ریزی از حروف «او.سی.» (UC) استفاده می‌کردند. هنگامی که یک نوع ارتقا یافته جدید پدید می‌آمد یک شماره به عددنویسی رومی نوع پیشین افزوده می‌شد.